# 포리스트 콤프턴
포리스트 콤프턴(Forrest Compton, 1925년 9월 15일 ~ 2020년 4월 4일)은 미국의 배우이다.
펜실베이니아주 레딩에서 태어났다. 2020년 4월 코로나19로 사망했다.

## 영화
- 에드 (2000년)
- 아메리칸 코만도 (1991년)
- 천사의 분노 2 (1986년)
- 원 라이프 투 리브 (1968년)
- FBI (텔레비전 시리즈)(영어판) (1965년)
- 호간의 영웅들 (1965년)
- 이오지마의 영웅 (1961년)
- 선셋 77번가 (1958년)
- 애즈 더 월드 턴즈 (1956년)